# 新北市立板橋國民中學
新北市立板橋國民中學（英語：New Taipei Municipal Banqiao Junior High School，縮寫：PCJH），簡稱板橋國中、板中。位於新北市板橋區中正路437號，是板橋區的公立學校。其中以排球校隊與技藝教育課程聞名學界。該校新建有北臺灣首屈一指的沙灘排球場，為2021年全運會沙灘排球競賽的預定場地。

## 校史
參見板橋國中校網

### 創校階段
- 民國54年8月，臺北縣政府為適應學童激增之因素，經臺灣省教育廳「先設立樹林中學分部」之指示，以鄭佩先生為分部主任，招生七班，利用時因風災停辦之中正國校校址開班授課。後以鄭佩為新校籌備主任。
- 民國55年6月，奉省令核准自樹林中學獨立，定名「臺北縣立板橋初級中學」，續招新生八班。
- 民國55年8月，張義明先生接任為首任校長。同年12月1日頒發校印，定是日為校慶。
- 民國55年9月3日，陸續興建「四維樓」1、2樓及「裕德樓」1、2樓。民國56年1月，增建教室12間，定名「忠誠樓」；4月再建「自強樓」1、2樓。民國57年6月，增建「忠孝樓」1至3樓。

### 學校發展
- 民國57年，蒙施九年國民教育，奉令改制為「臺北縣立板橋國民中學」，凡板橋鎮轄內之各國民小學學生均得免試升入，學生計1553名，編為28班。同年增建「勇毅大樓」，闢新教室33間；58年2月增建「信義樓」1至3樓、「忠孝樓」1至3樓。
- 民國58年9月，板橋鎮轄內部份國小劃歸海山國中學區，入學生942名，共編17班。增建「仁愛樓」；同年12月增建「仁愛樓」1至3樓及警衛室。
- 民國59年9月12日，張義明先生調任新莊國民中學，梅志潔先生接任校長，美化環境，修建花圃，舖築校路，開闢操場，增建司令臺、「和平樓」1至3樓及退休教師宿舍，學習規模始具。
- 民國60年10月28日，建築工藝工場。
- 民國64年8月，王聿琥先生接任校長。規模增至93班，教職員二百餘人、 學生5304人。
- 民國65年1月10日，增建莊敬樓1樓。
- 民國66年，學區內部分國小劃歸江翠國中。
- 民國68年9月9日，興建仰德橋。
- 民國69年8月，曾樹農先生接任校長。
- 民國70年，學區內部分鄰里劃歸中山國中。同年10月，改建自強樓1至3樓。
- 民國71年8月，鄭佩先生奉派擔任校長。
- 民國75年8月，錢濤先生奉派擔任校長。
- 民國79年，學區內部分鄰里劃歸新埔國中。
- 民國82年8月，裘松釗先生奉派擔任校長。
- 民國86年8月，郭清榮先生奉派擔任校長。薛春光主任榮任石碇國中校長。
- 民國87年4月，運動場改建。
- 民國89年5月6日，興建技藝中心。
- 民國91年，學區內部分鄰里劃歸大觀國中。
- 民國91年8月，薛春光返校擔任校長。
- 民國92年12月，規劃校園整體整建。
- 民國94年8月1日，李永旭主任榮任萬里國中校長。12月6日新建校舍德馨樓工程發包完成，於隔年1月23日動土興建。
- 民國98年7月，德馨樓竣工。
- 民國99年3月，榮獲臺北縣校務評鑑特優。同月，多功能體育館一期工程開工，於民國100年4月竣工。9月，薛春光校長榮獲臺北縣師鐸獎、教育部全國師鐸獎。
- 民國99年8月，第6屆畢業生吳吉助返校擔任校長；為前校長薛春光授業學生。
- 民國101年5月，多功能體育館二期工程開工。7月，榮獲教育部推動友善校園有功學校。
- 民國102年1月，多功能體育館2期工程完工，10月，申獲使用執照。10月，排球隊吳飛虎教練擔任中華隊男子排球總教練，獲得史上第一面東亞運男子排球賽金牌。12月7日，朱立倫蒞校主持多功能體育館啟用典禮。12月，排球隊吳飛虎教練榮獲102年全國菁英獎最佳教練傑出獎。12月，校園露營場地及鄰近435藝文特區之球場、野炊營火區與帳篷區修建完成。
- 民國103年8月，忠孝樓廁所整修竣工。9月，虞音蓓主任榮獲友善校園獎傑出學務人員。11月，游福全老師榮獲教育部生命教育績優人員。陳俐臻老師榮獲103年度推行童軍教育績優個人獎。
- 民國104年3月，信義樓廁所整修竣工。8月，仁愛樓廁所整修竣工。
- 民國105年5月，學校門口及教學區排水系統工程施作完成。9月，「新北市職業試探中心板橋中心」成立，計有「商業經營」及「動力機械」2類，提供國小高年級以上學生進行職業試探營隊活動。10月，學校東側圍牆及校門整建工程竣工。
- 民國106年3月，仁愛樓兩端穿堂意象工程竣工。6月，多功能體育館空調工程竣工。同月榮獲新北市生命教育深耕學校。11月，榮獲106年度教育部生命教育特色學校。
- 民國107年，校務評鑑獲得106學年度「優質學校」及「行政管理」、「學生事務」金質獎。5月，黃靖雯老師榮獲新北市107年度特殊優良教師。同月，榮獲新北市品德教育特色學校。8月，謝承殷先生奉派擔任校長。
- 民國113年1月，校舍改建暨增設新月旗艦型幼兒園興建工程動土奠基，新北市市長侯友宜親臨主持，新建地上三層幼兒園園舍及地上五層國中校舍各一棟。校內新月非營利幼兒園擴增為18班，以打造全國最具規模的旗艦型非營利幼兒園。[4]
- 民國114年8月，彭怡婷女士奉派擔任校長。[5]

## 歷任校長
- 1965年8月：鄭佩校長（籌備主任）
- 1966年8月：張義明校長
- 1970年9月：梅志潔校長
- 1975年8月：王聿琥校長
- 1980年8月：曾樹農校長
- 1982年8月：鄭佩校長
- 1986年8月：錢濤校長
- 1993年8月：裘松釗校長
- 1997年8月：郭清榮校長
- 2002年8月：薛春光校長
- 2010年8月：吳吉助校長
- 2018年8月：謝承殷校長
- 2025年8月：彭怡婷校長

## 歷年行政人員
歷任行政人員暨校務主管見板橋國民中學歷年行政人員名單 （页面存档备份，存于）

### 知名行政人員
- 洪秀柱（1975年－1979年任職訓導主任、教務主任）
- 薛春光（1991年－1996年任職訓導主任）
- 陶道毓（1996年－1999年任職訓導主任、教務主任）
- 池旭臺（1999年－2006年；2007年－2012年任職教務主任、總務主任、輔導主任）
- 李永旭（1986年；1990年－1998年任職訓育組長、2003年－2005年任職教務主任）
- 虞音蓓（2012年－2017年任職學務主任）

## 歷年社團
- 服務隊
- 田徑隊
- 擊劍隊
- 足球隊
- 動感桌球社
- 大眾傳播社
- 英語研究社
- 造型氣球社
- 手工藝社
- 魔術桌遊社
- 舞蹈社
- 軍樂社
- 管樂社
- 生活巧思社
- 太極社
- 武術社
- 籃球社（進階、初階）
- 童軍社
- 排球社
- 足球社
- 直笛社
- 國樂社
- 攝影社
- 鼓藝社
- 校刊社
- 美容美髮社
- 根與芽社
- 濕地生態社
- 自然探索社

## 外部連結
- 新北市立板橋國民中學 （页面存档备份，存于）
- 板橋國中的Facebook專頁 （页面存档备份，存于）
- 板橋國中讚的Facebook專頁
- 板橋國中足球隊的Facebook專頁